# Epyaxa lucidata
Epyaxa lucidata är en fjärilsart som först beskrevs av Walker 1862a.  Epyaxa lucidata ingår i släktet Epyaxa och familjen mätare. Inga underarter finns listade i Catalogue of Life.

## Bildgalleri

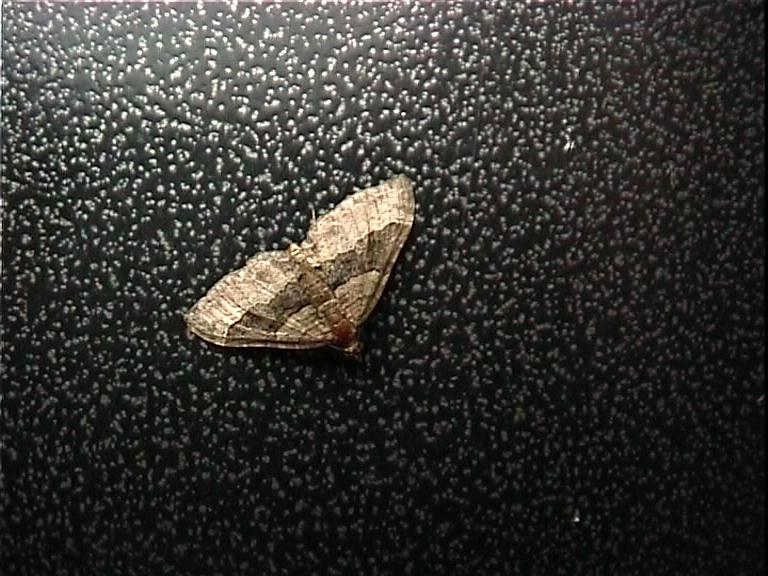
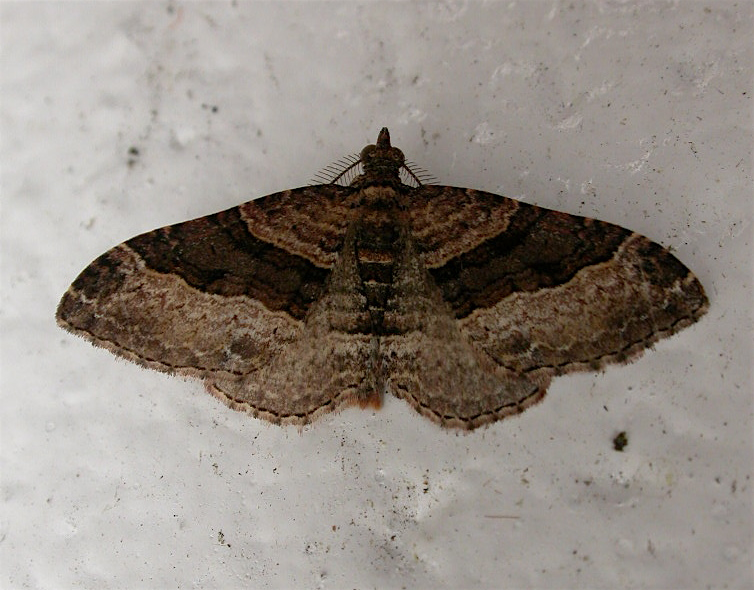